# Fiskerlivets farer
Fiskerlivets farer  (senere genudgivet som Et drama på havet) er en norsk dramafilm fra 1906–1908. Filmen betragtes for at være den første norske dramatiske fiktionsfilm og den første norske spillefilm. I nyere tid ville filmen blive klassificeret som en kortfilm. Filmen regnes for at være gået tabt.
Den originale film er gået tabt. I 1954 blev filmen genindspillet af Norsk Filmmuseum i samarbejde med Norsk film efter initiativ fra Oslos biografdirektør Kristoffer Aamodt. Aamodt spillede den ene rolle i rekonstruktionen. Instruktøren Edith Carlmar spillede den anden. 
Sandsynligvis blev originalfilmen lavet mellem 1906 og 1908. Mange steder opgives det at den blev lavet færdig i 1907. Andre kilder siger at filmoptagelsen skete på en sommerdag i 1908 i den spejlblanke Frognerkilen i Oslo.
Hagerup spiller fiskerens søn mens Lund spiller fiskerens kone.

## Handling
Handlingen er melodramatisk, som i mange film fra filmens pionertid. En fisker og hans søn lægger ud på søen for at fiske. Moren står igen på land. Efter en stund ser moren at sønnen falder i søen og drukner. Forældrene sørger derefter over den døde søn. 